# Olle Bergman (1964–2023)
Olle (Olof) Bergman, född 12 februari 1964 i Borås, död 12 december 2023 i Eskilstuna, var en svensk författare, kommunikationskonsult, frilansskribent och föreläsare. Han verkade inom flera olika områden, med särskild inriktning på teknik, naturvetenskap och medicin. Bergman arbetade även med utbildning inom skrivteknik, presentationsteknik och retorik.

## Biografi
Olle Bergman utbildade sig till civilingenjör i kemiteknik vid Lunds tekniska högskola (1982–1989) och tjänstgjorde som skyddsingenjör i värnplikten 1983–1984. Under sin karriär kombinerade han tekniskt kunnande med en talang för kommunikation och utbildning.
Bergman inledde sin karriär som forskningsingenjör vid Lunds universitet och arbetade senare som informatör och vetenskaplig skribent vid företaget Gambro AB. Han var också redaktörsassistent för medicin och veterinärmedicin vid Nationalencyklopedin.

## Yrkesverksamhet
Som kommunikationskonsult och frilansskribent var Olle Bergman aktiv inom många olika projekt. Han arbetade med presentationsteknik, skrivteknik och kvalificerad textproduktion för svenska och internationella organisationer. Han föreläste regelbundet på Karolinska Institutets sommarforskarskolor mellan 2009 och 2016 och höll även föreläsningar vid Köpenhamns universitet och Joint Research Centre i Belgien.
Bland hans uppdrag fanns textproduktion för Cancerfondens årsrapporter samt utbildningar i skrivteknik för företag och myndigheter, inklusive AstraZeneca och flera svenska kommuner.

## Författarskap
Olle Bergman gav ut flera böcker inom olika ämnen, från språk och historia till medicin. Några av hans mest kända verk inkluderar:
- Den lilla sorgen: en bok om missfall (2000), tillsammans med Anna Normelli
- Skriv för webben: en praktisk handbok för dig som informerar (2002), tillsammans med Lotten Bergman
- Ett annat liv, ett bättre liv: tvångssyndrom (OCD) och dess behandling (2002)
- Familjens handbok om fästingar, loppor och löss (2003)
- Begravda i sanden: det gamla Egypten (2007)
- Kulinariska ord (2011)
- Krigiska ord (2011)
- Bibliska ord (2012)
- Historiska ord (2013), tillsammans med Karin Westin Tikkanen
- Vilda västern: myt och verklighet (2022) i bokserien Världens dramatiska historia.

Hans författarskap kännetecknades av en strävan att göra komplexa ämnen tillgängliga för en bred publik.

## Dödsfall
Olle Bergman avled under en löprunda i Eskilstuna den 12 december 2023.